# Olalla Hernández
Olalla Hernández (Ronda, 7 de abril de 1985) es una actriz española de cine, teatro y televisión.

## Trabajos

### Cine
| Largometrajes | Largometrajes        | Largometrajes | Largometrajes                  | Largometrajes    |
| Año           | Título               | Papel         | Director                       | Notas            |
| ------------- | -------------------- | ------------- | ------------------------------ | ---------------- |
| 2017          | La llamada           | Sor Reme      | Javier Calvo y Javier Ambrossi | Papel secundario |
| 2015          | La española inglesa  | Clara         | Marco Castillo                 | Reparto          |
| 2013          | 321 días en Michigan | Chari         | Enrique García                 | Reparto          |

| 2012 | Irrompibles                                     | Luís García Fernández |
| 2011 | Quiero ser la Pataki                            | Marieta Berenguer     |
| 2011 | Yo nunca he...                                  | Jorge Juárez          |
| 2010 | Con lo mona que tú eres                         | Stefano Ridolfi       |
| 2010 | Yo vi morir al carnero de Manoteras             | J.L. Sanguesa         |
| 2008 | El cowboy y la geisha                           | Stefano Ridolfi       |
| 2006 | Coloquio espiritual del pelotari y sus demonios | José Bergamín         |

### Teatro
| Teatro    | Teatro                    | Teatro                      | Teatro                         | Teatro                    | Teatro     |
| Año       | Título                    | Papel                       | Director                       | Teatro                    | Notas      |
| --------- | ------------------------- | --------------------------- | ------------------------------ | ------------------------- | ---------- |
| 2015-2016 | La llamada                | Milagros                    | Javier Ambrossi y Javier Calvo | Teatro Lara, Madrid       | Principal  |
| 2015      | Teatro Solo. Retrato      | Vigilante de sala           | Matías Umpierrez               | Museo Reina Sofía. Madrid | Principal  |
| 2014      | La voz inhumana           | ¿?                          | Benja de la Rosa               | Microteatro Málaga        | Principal  |
| 2014      | La última cita            | ¿?                          | Benjamin López                 | Microteatro Málaga        | Principal  |
| 2007-2009 | Acóplate                  | La Rajá de la puerta oscura | Hermanos Rico                  | Varios                    | [ 8 ]      |
| 2007      | Me muero, me muero        | ?                           | Hermanos Rico                  | ?                         | ?          |
| 2007      | Una mujer sin importancia | ¿?                          | Carlos Rico                    | ?                         | ?          |
| 2007      | Jadea                     | ?                           | Antonio Jesús González         | ?                         | ?          |
| 2002      | Nuestro hermano           | ?                           | José Manuel Carrasco           | ?                         | Voz en off |

### Televisión
| Televisión | Televisión              | Televisión          | Televisión          | Televisión | Televisión |
| Año        | Título                  | Papel               | Cadena              | Notas      |            |
| ---------- | ----------------------- | ------------------- | ------------------- | ---------- | ---------- |
| 2020       | Veneno                  | Hermana de Cristina | Atresplayer Premium | Episódico  |            |
| 2019-2021  | La casa de papel        | Amanda              | Netflix             | Recurrente |            |
| 2016       | Paquita Salas. Webserie |                     | Flooxer             | Episódico  |            |
| 2015       | El club de la comedia   | Cajera              | La sexta            | Sketch     |            |
| 2015       | Anclados                | ¿?                  | Telecinco           | Episódico  |            |
| 2014       | Amar es para siempre    | Pepa                | Antena 3            | Episódico  |            |
| 2013       | Aída                    | ¿?                  | Telecinco           | Episódico  |            |
| 2012       | Bandolera               | Berta               | Antena 3            | Reparto    |            |